# Meppel vasútállomás
Meppel vasútállomás vasútállomás Hollandiában, Meppel városában.

## Vasútvonalak
Az állomást az alábbi vasútvonalak érintik:
- Arnhem–Leeuwarden-vasútvonal
- Meppel–Groningen-vasútvonal

## Kapcsolódó állomások
A vasútállomáshoz az alábbi állomások vannak a legközelebb:
- Steenwijk vasútállomás (Leeuwarden vasútállomás, Arnhem–Leeuwarden-vasútvonal)
- Hoogeveen vasútállomás (Groningen vasútállomás, Meppel–Groningen-vasútvonal)
- Zwolle vasútállomás (Zwolle vasútállomás, Arnhem–Leeuwarden-vasútvonal)